# Maximilian Steiner (Biologe)
|  | Dieser Artikel wurde aufgrund von formalen oder inhaltlichen Mängeln in der Qualitätssicherung Biologie zur Verbesserung eingetragen. Dies geschieht, um die Qualität der Biologie-Artikel auf ein akzeptables Niveau zu bringen. Bitte hilf mit, diesen Artikel zu verbessern! Artikel, die nicht signifikant verbessert werden, können gegebenenfalls gelöscht werden. Lies dazu auch die näheren Informationen in den Mindestanforderungen an Biologie-Artikel. |

Maximilian Steiner (* 29. April 1904 in Wien; † 6. Oktober 1988 in Hebertshausen) war ein deutscher Biologe.

## Leben
Er besuchte das Jesuiten-Gymnaiusm Stella Matutina. Er studierte Botanik, Physik und Chemie an der Universität Wien (Dr. phil. 1926). Er wurde 1932 Assistent am Botanischen Institut an der Technischen Hochschule in Stuttgart-Hohenheim, wo er sich 1935 habilitierte. Er war seit 1948 Professor für Pharmakognosie und Ordinarius am Botanischen Institut der Universität Bonn. 1972 wurde er emeritiert.
1965 wurde er zum Präsidenten der Deutschen Botanischen Gesellschaft gewählt.
In Bonn war er für die CDU Mitglied im Stadtrat.
Er war Mitglied der katholischen Studentenverbindungen Nordgau Wien (seit 1926), Sängerschaft Waltharia Wien, Ascania Bonn, Nordgau Prag und Rheinfels Bonn.

## Schriften (Auswahl)
- Flüchtige Amine in Pflanzen. Köln 1966, OCLC 177021663.